# 제주특별자치도의 소규모 어항 목록
다음은 2010년 12월 말 기준 제주특별자치도의 소규모 어항 목록이다.
- 가파상동항 - 제주특별자치도 서귀포시 대정읍 가파리 일원 (섬)
- 동일항 - 제주특별자치도 서귀포시 대정읍 동일1리 일원 (육지)
- 마라살레덕항 - 제주특별자치도 서귀포시 대정읍 마라리 일원 (섬)
- 묵리항 - 제주특별자치도 제주시 추자면 묵리 일원 (섬)
- 보목항 - 제주특별자치도 서귀포시 보목동 일원 (육지)
- 비양동항 - 제주특별자치도 제주시 우도면 조일리 일원 (섬)
- 비양항 - 제주특별자치도 제주시 한림읍 비양리 일원 (섬)
- 삼달항 - 제주특별자치도 서귀포시 성산읍 삼달2리 일원 (육지)
- 서천진동항 - 제주특별자치도 제주시 우도면 천진리 일원 (섬)
- 수원항 - 제주특별자치도 제주시 한림읍 수원리 일원 (육지)
- 시흥항 - 제주특별자치도 서귀포시 성산읍 시흥리 일원 (육지)
- 신례항 - 제주특별자치도 서귀포시 남원읍 신례2리 일원 (육지)
- 신양3구항 - 제주특별자치도 제주시 추자면 신양리 일원 (섬)
- 신양동항 - 제주특별자치도 서귀포시 성산읍 신양리 일원 (육지)
- 신풍항 - 제주특별자치도 서귀포시 성산읍 신풍리 일원 (육지)
- 영일동항 - 제주특별자치도 제주시 우도면 조일리 일원 (섬)
- 오조항 - 제주특별자치도 서귀포시 성산읍 오조리 일원 (육지)
- 온평중동항 - 제주특별자치도 서귀포시 성산읍 온평리 일원 (육지)
- 위미세천항 - 제주특별자치도 서귀포시 남원읍 위미2리 일원 (육지)
- 위미종정항 - 제주특별자치도 서귀포시 남원읍 위미3리 일원 (육지)
- 일과항 - 제주특별자치도 서귀포시 대정읍 일과2리 일원 (육지)
- 전흥동항 - 제주특별자치도 제주시 우도면 오봉리 일원 (섬)
- 주흥동항 - 제주특별자치도 제주시 우도면 오봉리 일원 (섬)
- 태흥1리항 - 제주특별자치도 서귀포시 남원읍 태흥1리 일원 (육지)
- 토산항 - 제주특별자치도 서귀포시 표선면 토산2리 일원 (육지)
- 하고수동항 - 제주특별자치도 제주시 우도면 오봉리 일원 (섬)
- 하례항 - 제주특별자치도 서귀포시 남원읍 하례1리 일원 (육지)
- 하예항 - 제주특별자치도 서귀포시 하예동 일원 (육지)
- 하우목동항 - 제주특별자치도 제주시 우도면 서광리 일원 (섬)

## 같이 보기
- 대한민국의 소규모 어항